# Ryan Naderi
Ryan Don Naderi (* 10. Juli 2003 in Dresden) ist ein deutscher Fußballspieler.

## Sportliche Laufbahn

### Jugendfußball
Naderi wuchs in Dresden auf und hat neben der deutschen auch die bulgarische Staatsbürgerschaft, dazu Wurzeln in Tschechien. Er begann das Fußballspielen bei Soccer for Kids in Dresden und wechselte 2015 in die Jugendabteilung von Dynamo Dresden. Bei den Sachsen kam er für zwei Spielzeiten in der B-Junioren-Bundesliga und 2020/21 auch in der A-Junioren-Bundesliga zum Einsatz. Zur Saison 2021/22 wechselte er zu Borussia Mönchengladbach, wo er in der West-Staffel der A-Junioren-Bundesliga spielte.

### Herren-Fußball
Zu seinem Debüt im Männer-Bereich kam Naderi in der Saison 2021/22, als er am 22. Januar 2022 beim Regionalliga-Heimspiel der Gladbacher U23-Mannschaft gegen die Zweitvertretung von Schalke 04 (1:4) eingewechselt wurde. Trotzdem er über einen Profi-Vertrag verfügte, fand er keine Berücksichtigung in der Bundesliga-Mannschaft der Fohlen.
Daraufhin wechselte er Ende August 2024 zum Drittligisten Hansa Rostock. Am 14. September 2024 debütierte er im Profifußball beim Heimspiel gegen Waldhof Mannheim (1:1), als er in der 59. Minute für Adrien Lebeau eingewechselt wurde. Eine Woche später, beim Auswärtsspiel gegen seinen Ex-Klub Dynamo Dresden (1:1), erzielte Naderi sein erstes Tor für die Norddeutschen.

## Erfolge
- Landespokalsieger Mecklenburg-Vorpommern: 2025 (mit Hansa Rostock)